# Tüdőshalalakúak
A tüdőshalalakúak (Ceratodontiformes) a csontos halak (Osteichthyes) főosztályának és az izmosúszójú halak (Sarcopterygii) osztályának egyik rendje.

## Rendszerezés
Ebbe a halrendbe 4-6 alrend, valamint az alábbi bizonytalan helyzetű családok és nemek tartoznak:
- Ceratodontoidei Vorobyeva & Obruchev, 1964
- †Ctenodontoidei
- †Dipnorhynchoidei Schultze, 1992 - egyes rendszerezések szerint nem tartozik a tüdőshalalakúak rendjébe, hanem a tüdőshalak (Dipnoi) alosztályán belül annak egy testvértaxonja
- †Dipteroidei Nikolski, 1954 - egyes rendszerezések szerint nem tartozik a tüdőshalalakúak rendjébe, hanem a tüdőshalak alosztályán belül annak egy másik csoportjába, a fosszilis Dipterida rendbe
- †Lepidosirenoidei
- †Uronemoidei Nikolski, 1954

- †Arganodontidae Martin, 1982
- †Asiatoceratodontidae
- †Gnathorhizidae
- †Ptychoceratodontidae Martin, 1982
- †Sagenodontidae
- †Speonesydrionidae

- †Ameghinoceratodus
- †Chaoceratodus
- †Esconichthys
- †Gosfordia
- †Ferganoceratodus Nessov & Kaznyshkin, 1985
- †Microceratodus
- †Paraceratodus
- †Permoceratodus Krupina in Lebedev et al., 2015
- †Scanmenacia